# 崇文 (清朝宗室)
崇文（1813年7月26日—1844年9月15日），字心澜，号杏田，镶蓝旗宗室。
嘉慶十八年癸酉六月廿九日丑時生，嫡母伊爾根覺羅氏道富僧阿之女。道光十一年辛卯科文舉人，十三年癸巳恩科中式文進士，授翰林院侍读。道光二十四年甲辰八月初四日午時卒，年33歲。
嫡妻完顏氏西郎阿之女。
兄崇光为道光二十五年乙巳恩科进士，祖父琳寧为嘉庆年间协办大学士。